# Leopold Neander von Petersheyden
Ernst August Leopold Neander von Petersheyden (* 3. Juni 1790 in Berlin; † 18. August 1863 in Görlitz) war ein preußischer Generalleutnant.

## Leben

### Herkunft
Leopold Neander von Petersheyden war der Sohn des preußischen Hauptmanns der Feldartillerie Karl Gottlieb Neander von Petersheyden (1762–1842) und dessen Ehefrau Johanna Friederike Wilhelmine, geborene Pasenow.

### Militärkarriere
Neander von Petersheyden besuchte das Berliner Kadettenhaus und wurde während des Vierten Koalitionskrieges am 19. Oktober 1806 als Gefreitenkorporal dem Infanterieregiment „von Möllendorff“ der Preußischen Armee überwiesen. Am 1. Dezember 1806 kam er als Portepeefähnrich in das 3. Neumärkische Reserve-Bataillon und nahm an der Verteidigung von Kolberg teil.
Nach dem Frieden von Tilsit wurde Neander am 1. Juli 1807 zum Fähnrich ernannt und am 7. Juni 1808 in das Leib-Infanterie-Regiment versetzt, wo er am 20. August 1807 zum Sekondeleutnant avancierte. Im Feldzug gegen Russland kämpfte er 1812 in den Gefechten bei Kosakenkrug, Garossenkrug, Schlockhof, Samsonkrug und Dahlenkirchen. Bei Katharinenhof wurde Petersheyden verwundet. Nach dem Feldzug wurde er am 19. Juni 1813 in das 2. Garde-Regiment zu Fuß versetzt, mit dem er an den Befreiungskriegen teilnahm. Er erhielt in der Schlacht bei Großgörschen das Eiserne Kreuz II. Klasse und nahm an den Schlachten bei Bautzen, Leipzig und Paris sowie in den Gefechten bei Bernburg, Colditz, Königswartha, Siegersdorf und Obergraupen teil. In der Zeit wurde er am 5. Januar 1814 zum Premierleutnant befördert.
Nach dem Frieden stieg er am 20. März 1816 zum Kapitän und Kompaniechef auf. Bis Ende März 1840 avancierte von Petersheyden zum Oberstleutnant. Man beauftragte ihn am 25. März 1841 mit der Führung des 20. Infanterie-Regiments, ernannte ihn am 13. Januar 1842 zum Regimentskommandeur und beförderte ihn in dieser Eigenschaft am 7. April 1841 zum Oberst. Daran schloss sich vom 27. März 1843 bis zum 18. September 1850 eine Verwendung als Kommandeur der 1. Landwehr-Brigade. Nachdem er im Mai 1848 zum Generalmajor befördert worden war, übernahm er anschließend die 8. Infanterie-Brigade. Am 11. Mai 1852 folgte seine Ernennung zum Kommandeur der 17. Infanterie-Brigade. Unter Verleihung des Charakters als Generalleutnant wurde Neander von Petersheyden 7. Juli 1853 mit der gesetzlichen Pension zur Disposition gestellt. Nach seiner Verabschiedung erhielt er anlässlich der Krönung von Wilhelm I. am 18. Oktober 1861 den Roten Adlerorden II. Klasse mit Eichenlaub. Neander von Petersheyden verstarb am 18. August 1863 in Görlitz.

### Familie
Am 27. März 1815 heiratete er in Berlin Johanna Friederike Auguste Morgenländer (1792–1872), die Tochter des Geheimen Finanzrates Morgenländer. Aus der Ehe gingen die drei Kinder Maria, Therese und Hugo hervor, die jedoch jung verstarben.